# Niama
Niama est une habitante de l'île Bourbon (actuelle île de La Réunion), princesse sénégalaise, esclave affranchie et mère du savant Lislet Geoffroy, née vers 1734 au Sénégal et morte en 1809 à l'île Maurice.

## Biographie

### Premières années
Elle serait née vers 1734 dans la ville royale de Tiyabu (Tuabou) dans le Gadiaga près de Bakel, dans l'actuel Sénégal. Elle est la petite-fille de Tonca (Tounka) Niama, roi du Gajaaga ou Galam ou Galaam. Elle n'a pas 9 ans quand elle est capturée lors d'une razzia et envoyée à l'île de France, comme esclave ("négresse de Guinée") du gouverneur David. On la baptise comme le veut l'usage pour les esclaves et elle prend le prénom chrétien de Marie-Geneviève. Jean-Baptiste Geoffroy, un colon de l'île, la rachète et la met à son service. Rapidement, la jeune femme devient sa concubine, alors même que les relations entre maître et esclave sont sévèrement punis par le code noir. En 1751 naît de leur union une petite fille, Jeanne Thérèse, dont la marraine est une riche habitante de l'île et le parrain un capitaine de marine de la Compagnie des Indes. Ce double parrainage prestigieux est tout à fait singulier pour une enfant qui n'est officiellement que la « fille naturelle de Niama, esclave de Geoffroy, habitant de Montagne-Longue ». Deux ou trois années plus tard, le « couple » quitte l'île de France pour l'île Bourbon, vraisemblablement pour échapper au scandale que provoque leur relation.

### Libre de couleur
Ils s'installent à Saint-Pierre, dans une partie de l'île encore peu peuplée. Niama et Geoffroy ont ensuite un deuxième enfant. Pour éviter que son fils naisse esclave – comme l'y contraint le code noir –, Monsieur Geoffroy obtient d'affranchir Niama, le 23 août 1755 : “(...) avant midi, le sieur Jean-Baptiste Geoffroy donne pleine et entière liberté à la nommée Niama, son esclave, pour qu’elle jouisse des privilèges mentionnés...”. Le même jour, son fils, né quelque temps auparavant, peut être baptisé, Lislet Geoffroy, et échapper ainsi au statut servile. En 1758, un troisième enfant naît, Louis, puis en 1763, un quatrième, Jean-François. Niama, cinquième femme affranchie de Bourbon, obtient une concession jouxtant celle de Monsieur Geoffroy. En 1798, après la mort de celui qui n'aura jamais pu être officiellement son mari, elle rejoint son fils aîné, Lislet Geoffroy, installé à Port-Louis. Elle meurt en 1809, à l'âge de 75 ans.

## Théâtre
- Niama, princesse, esclavée, libre, texte et mise en scène de Shenaz Patel, Compagnie Baba Sifon, 2019[1]